# 皇子が丘公園
皇子が丘公園（おうじがおかこうえん）は、滋賀県大津市皇子が丘1丁目および山上町にある都市公園（総合公園）である。

## 概要

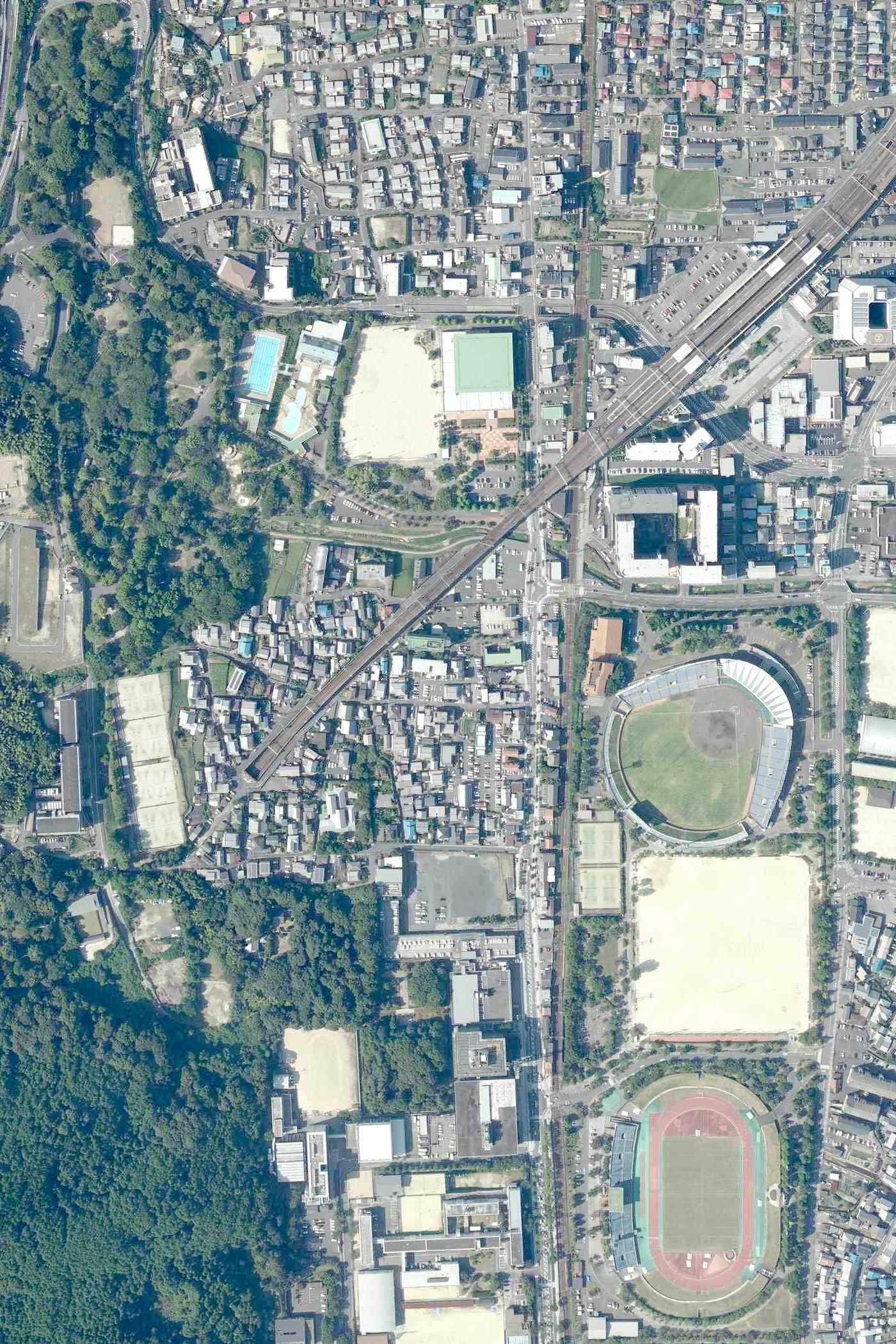
皇子が丘公園と皇子山総合運動公園の航空写真（2020年）

面積は約15.1ヘクタール。管理・運営は大津市。
高台の上にあり、公園からは琵琶湖や大津市街の景色を見渡すことができる。公園はサクラの名所として知られている。ソメイヨシノのほか、早咲き種のハツミヨザクラも植えられている。
また公園の中に体育館、温水プール、（交通公園）などを整備している。近接地には皇子山総合運動公園があり、皇子山陸上競技場、皇子山球場などが立地する。
この地は、第二次世界大戦終戦直後には在日米軍の住宅地として使用されていたが、米軍の撤退後に大津市が公園として整備した。

### 主要施設
- 芝生広場
- 四季の森
- 桜の林
- もみじの林
- 展望広場
- 子供の城
- 交通公園
- 野外ステージ
- 体育館
- 温水プール
- 夏用プール

## 交通アクセス
- JR湖西線 大津京駅下車、徒歩約5分。
- 京阪石山坂本線 京阪大津京駅下車、徒歩約3分。